# Gentianella corymbosa
Gentianella corymbosa là một loài thực vật có hoa trong họ Long đởm. Loài này được (Kunth) Weaver & Rüdenberg mô tả khoa học đầu tiên năm 1975.